# Omex
Omex är en kommun i departementet Hautes-Pyrénées i regionen Occitanien i sydvästra Frankrike. Kommunen ligger i kantonen Lourdes-Ouest som tillhör arrondissementet Argelès-Gazost. År 2022 hade Omex 222 invånare.

## Befolkningsutveckling
Antalet invånare i kommunen Omex
| Referens: INSEE |